# تتا شلیاق
تتا شلیاق یک ستاره است که در صورت فلکی شلیاق قرار دارد.